# 竹内成明
竹内 成明（たけうち しげあき／せいめい、1933年11月12日 - 2013年3月11日）は、日本の評論家・思想史学者。同志社大学名誉教授。

## 経歴
大阪府出身。京都大学文学部仏文科卒、同大学院修士課程修了。京都大学人文科学研究所助手、1973年同志社大学文学部助教授、教授。2004年定年、名誉教授。

## 著書
- 『戦後思想への視角 主体と言語』筑摩書房 1972
- 『濶達な愚者 相互性のなかの主体』れんが書房新社 1980
- 『コミュニケーション物語』人文書院 1986
- 『顔のない権力 コミュニケーションの政治学』れんが書房新社 1994
- 『知識論のための覚書』れんが書房新社 1997

共編
- 『バスク関係文献資料集』梅棹忠夫共編 京都大学人文科学研究所 1968

### 翻訳
- トロツキー『レーニン』松田道雄共訳 河出書房新社 1972
- ジョルジュ・フリードマン『力と知恵 技術環境のなかの人間』中岡哲郎共訳 人文書院 1973
- 『ルソー全集 第11巻』言語起源論・発音について 白水社 1980

## 論文
- 竹内成明